# Parectropis obsoleta
Parectropis obsoleta là một loài bướm đêm trong họ Geometridae.